# أنت onlin (برنامج)
أنت onlin برنامج حواري من تقديم الإعلامي اللبناني وسام بريدي يعرض على قناة تلفزيون دبي و في كل حلقة يتم استضافة نجم من نجوم الوطن العربي و يتم فيها قياس رأي الجماهير للنجم في مواقع التواصل الاجتماعي.

## فكرة البرنامج
يرتكز البرنامج على فكرة مفادها استضافة فنان عربي يحاوره مقدّم البرامج وسام بريدي، وتتمحور الحلقة حول تقييم أداء الفنان عبر كافة مواقع التواصل الاجتماعي فايسبوك، تويتر، إنستغرام، سناب شات" وكيفية تفاعل الفنان مع متتبعيه في صفحاته الرسمية، حيث سيكون هناك دور رئيسي للفانز.

## ضيوف البرنامج
| الحلقة | الضيف         | بلد الضيف                |
| ------ | ------------- | ------------------------ |
| 1      | إليسا         | لبنان                    |
| 2      | حسن الرداد    | مصر                      |
| 3      | بثينة الرئيسي | عُمان                     |
| 4      | كارول سماحة   | لبنان                    |
| 5      | بلقيس فتحي    | اليمن                    |
| 6      | نوال الزغبي   | لبنان                    |
| 7      | دارين البايض  | السعودية                 |
| 8      | وائل جسار     | لبنان                    |
| 9      | شما حمدان     | الإمارات العربية المتحدة |
| 10     | عمرو يوسف     | مصر                      |
| 11     | نهى نبيل      | الكويت                   |
| 12     | ياسمين صبري   | مصر                      |
| 13     | بدر آل زيدان  | السعودية                 |
| 14     | فارس كرم      | لبنان                    |
| 15     | نيللي كريم    | مصر                      |
| 16     | عاصي الحلاني  | لبنان                    |